# Distretto di Dacca
Il distretto di Dacca è un distretto del Bangladesh situato nella divisione di Dacca. Si estende su una superficie di 1463,6 km² e conta una popolazione di 12.043.977 abitanti (censimento 2011).

## Suddivisioni
Il distretto comprende la città di Dacca (suddivisa a sua volta in 41 thana) e 5 upazila:
- Dhamrai
- Dohar
- Keraniganj
- Nawabganj
- Savar